# Estado dos Eslovenos, Croatas e Sérvios
O Estado dos Eslovenos, Croatas e Sérvios (em servo-croata:  Država Slovenaca, Hrvata i Srba / Држава Словенаца, Хрвата и Срба; em esloveno:  Država Slovencev, Hrvatov in Srbov) foi uma entidade política que foi constituída em outubro de 1918, no final da Primeira Guerra Mundial, por eslovenos, croatas e sérvios (Prečani) residentes naquelas que eram as partes mais meridionais do Império Austro-Húngaro. Embora não reconhecido internacionalmente, esta foi a primeira encarnação de um estado iugoslavo fundado na ideologia pan-eslava.  Trinta e três dias depois de ter sido proclamado, o estado juntou-se ao Reino da Sérvia e ao Reino de Montenegro para formar o Reino dos Sérvios, Croatas e Eslovenos.

## Nome
O nome do estado deriva dos três principais grupos étnicos eslavos do sul que o habitavam: os eslovenos, os croatas e os sérvios.
Os croatas identificados no nome eram aqueles que residiam nos reinos anteriores da Croácia-Eslavônia, Bósnia e Herzegovina e Dalmácia (incluindo Boka Kotorska).
Os sérvios identificados no nome eram aqueles que residiam na Bósnia e Herzegovina, Croácia-Eslavônia, Dalmácia (incluindo Boka Kotorska e o Litoral Montenegrino), e não aqueles que residiam no Reino da Sérvia (que incluía o território da atual Macedônia do Norte), nem aqueles que vivem no Reino de Montenegro ou Voivodina (incluindo Banato, Bačka, Barânia).  
Os eslovenos identificados no nome eram os residentes do Ducado da Carníola, Ducado da Estíria, Ducado da Caríntia e Prekmurje.

## Criação

### Prelúdio

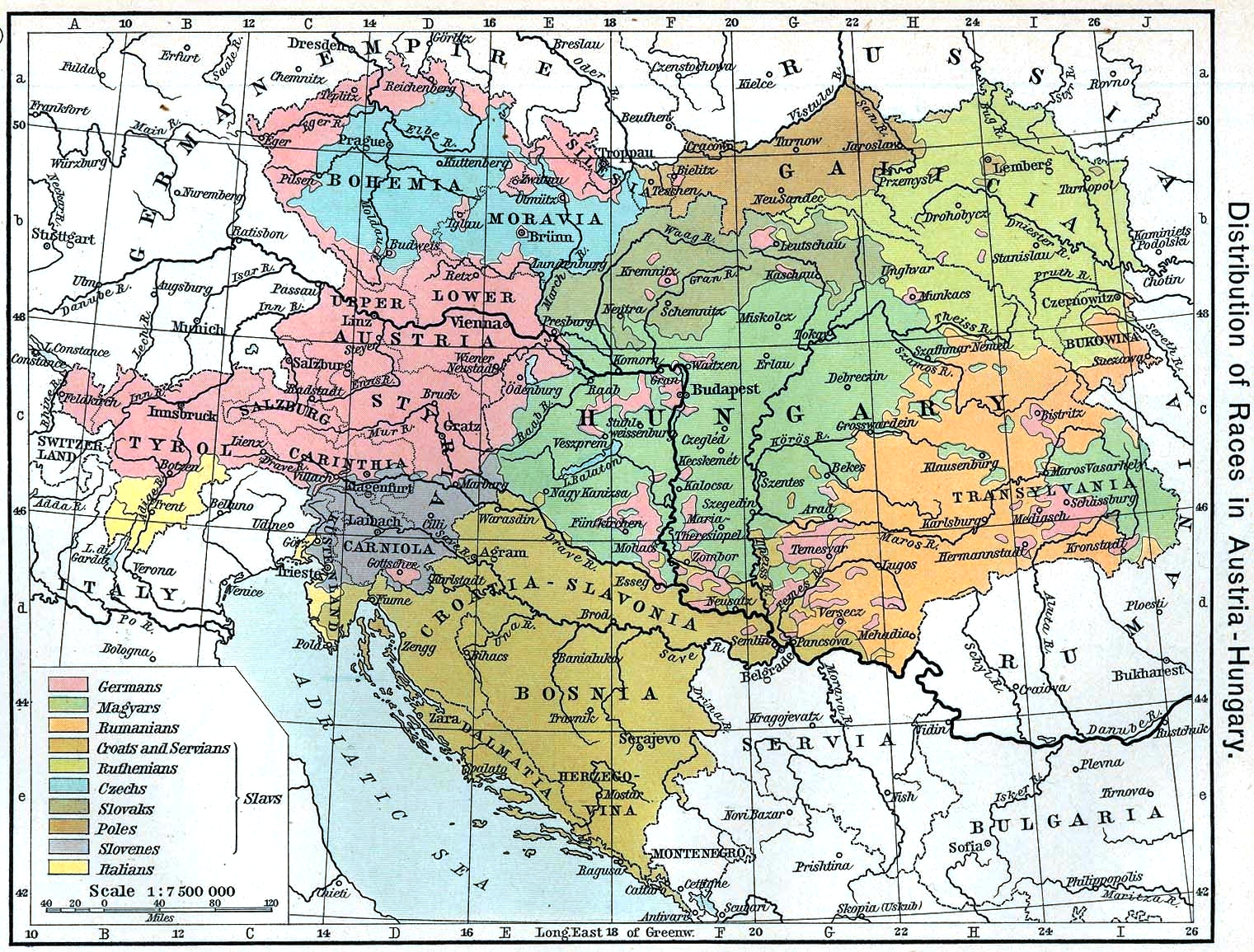
"Distribuição de raças na Áustria-Hungria" do Atlas histórico de William R. Shepherd, 1911, indicando as áreas habitadas por eslovenos, croatas e sérvios. A maior parte desses territórios foi incluída no Estado.

Em 1918, o último ano da guerra, a monarquia austro-húngara sofria de uma crise interna acompanhada de agitação entre os vários povos eslavos dentro das suas fronteiras.  Os povos eslavos do sul foram divididos entre várias subdivisões da monarquia:
- Cisleitânia: O Litoral Austríaco, o Ducado da Carníola e o Reino da Dalmácia estavam sob jurisdição austríaca. Os ducados vizinhos da Estíria e da Caríntia também incluíam uma significativa população eslava do sul.
- Transleitânia: O Reino da Croácia-Eslavônia e Fiume (corpus separatum) estavam sob jurisdição húngara. O próprio Reino da Hungria incluía populações eslavas do sul significativas em Prekmurje, Međimurje, Barânia e territórios que faziam parte da Voivodia da Sérvia e do Banato de Tamis.
- O Condomínio Austro-Húngaro da Bósnia e Herzegovina.

As atividades das forças pró-iugoslavas no Reino Transleitânico da Croácia-Eslavônia em 30 de maio de 1917 resultaram na adoção da Declaração de Maio pelo Clube Iugoslavo, um grupo de deputados croatas e eslovenos no Reichsrat (a legislatura da Cisleitânia em Viena). A Declaração buscava a unificação de todas as terras da monarquia dos Habsburgos, povoadas por eslovenos, croatas e sérvios, numa entidade independente. 
De 2 a 3 de março de 1918,  uma reunião de base foi realizada em Zagreb que incluiu representantes de vários aspectos da vida pública, bem como membros de vários partidos políticos, principalmente a facção Mile Starčević do Partido dos Direitos liderada por Ante Pavelić e o Partido Popular Esloveno.  A coalizão governante Croata-Sérvia e sua oposição, o Partido Camponês do Povo Croata, no entanto, foram excluídas. A reunião produziu a Resolução de Zagreb que proclamou a unidade do povo dos eslovenos, croatas e sérvios (uma "nação unificada", sendo estes últimos descritos como "tribos" iguais cujas posições históricas e desejos peculiares devem ser acomodados), exigiu um direito de autodeterminação e posse do território que ocupavam, incluindo toda a Cisleitânia. 
Em julho e agosto de 1918, as chamadas "organizações populares de eslovenos, croatas e sérvios" foram formadas em Split (para a Dalmácia), Sušak (para o litoral croata) e Ljubljana (para as terras eslovenas) para fazer avançar estas políticas. No final de Agosto, os partidos Croácia-Eslavônia reuniram-se novamente em Zagreb para discutir como proceder e, em particular, como obter o apoio da Coligação Croata-Sérvia. 
Em 14 de setembro de 1918, o ministro das Relações Exteriores austro-húngaro, Stephan Burián von Rajecz, emitiu uma declaração defendendo uma solução para a Primeira Guerra Mundial por meio de um tratado de paz e tornou-se evidente que a guerra estava chegando ao fim. No início de Outubro, o movimento Esloveno-Croata-Sérvio planeava criar uma Assembleia Nacional. Svetozar Pribićević, o líder da Coligação Croata-Sérvia, confrontou Srđan Budisavljević, um dos líderes deste movimento, num esforço para determinar se estes planos tinham como objectivo minar a Coligação, e os dois chegaram a um entendimento pelo qual a Coligação seria convidado a aderir a qualquer futuro Conselho Nacional antes da formação de uma Assembleia Nacional. Ao mesmo tempo, os organizadores obtiveram o apoio do Partido Camponês do Povo Croata e do Partido Radical do Povo Sérvio. Nos dias 5 e 6 de Outubro foi convocada uma assembleia provisória e iniciada a formação das comissões executivas. Os assentos foram distribuídos entre membros de todos os partidos,  mas não sem acrimônia sobre a natureza ad hoc do processo. 

### Estabelecimento

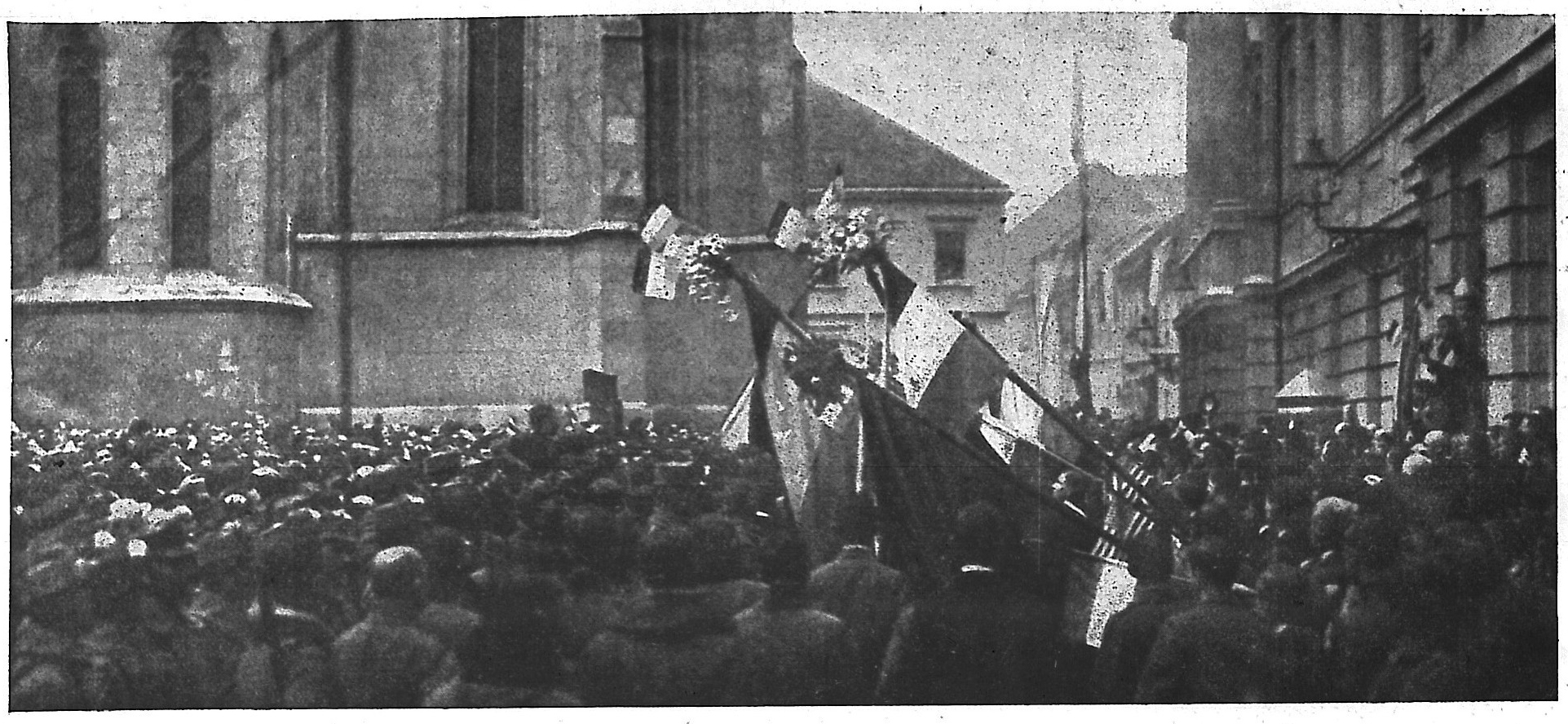
Celebrações dos Eslavos do Sul em Zagreb durante a formação do Conselho Nacional dos Eslovenos, Croatas e Sérvios, outubro de 1918

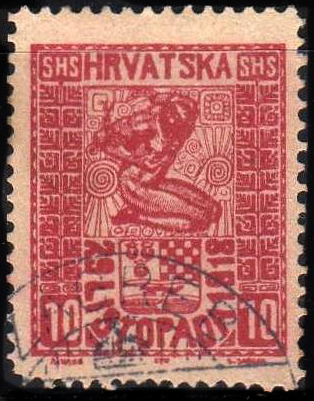
Selo postal do Estado dos Eslovenos, Croatas e Sérvios emitido na Croácia

O Conselho do Povo (em servo-croata:  Narodno vijeće, em esloveno:  Narodni svet) foi criada de 5 a 8 de outubro de 1918 em Zagreb, de acordo com as decisões tomadas em março de 1918. O Conselho declarou-se um órgão político representativo dos eslovenos, croatas e sérvios que vivem na Croácia-Eslavônia, Fiume, Dalmácia, Bósnia e Herzegovina, Ístria, Trieste, Carniola, Gorizia e Gradisca, Estíria, Caríntia, Bačka, Banato, Barânia, Međimurje e em outras partes do sudoeste da Hungria. O Conselho estabeleceu o seu próprio Comité Central e Presidência, enquanto um membro do Conselho deveria ser representante de 100.000 pessoas. Além disso, era composto por cinco representantes do Sabor Croata, da Dieta da Bósnia e do Reichsrat, num total de 95 representantes. Foram necessários 32 membros votantes para formar o quórum, e uma maioria de dois terços foi necessária para quaisquer decisões. Os membros dos parlamentos regionais foram autorizados a participar como observadores sem direito a voto. O Conselho elegeu até 30 membros do Comitê Central, que poderiam nomear mais 10 para o comitê por uma votação de dois terços. 
O Reino da Hungria assinou uma trégua com os Aliados em 13 de outubro de 1918. Pavelić e outros começaram a negociar com o enviado sérvio à Assembleia Nacional Dušan T. Simović assim que Simović disse que a sua vitória militar e o tratado com a Hungria lhes davam direito à maior parte do território do Estado dos Eslovenos, Croatas e Sérvios, enquanto Pavelić disse que querem a unificação com a Sérvia, mas que precisam de um estado federal, bem como de uma delimitação da população croata e sérvia que pressuponha uma transferência de população. Simović rejeitou a conversa sobre federalização e Pavelić cedeu, e não houve mais discussão sobre nenhuma das questões. 
Em 14 de outubro de 1918, o ministro das Relações Exteriores austríaco, Burián, pediu um armistício baseado nos Quatorze Pontos delineados em janeiro de 1918 pelo presidente americano Woodrow Wilson, cujo Ponto 10 dizia: "O povo da Áustria-Hungria, cujo lugar entre as nações desejamos ver salvaguardados e assegurados, devem ter a oportunidade mais livre de desenvolvimento autônomo.” Dois dias depois, o imperador Carlos emitiu uma proclamação ("Manifesto Imperial de 16 de outubro de 1918"), que previa uma modificação significativa na estrutura do Império, concedendo ampla autonomia aos seus povos, incluindo a federalização da Cisleitânia.  A proposta de Carlos foi rejeitada em 18 de Outubro pelo Secretário de Estado dos EUA, Robert Lansing, que disse que a autonomia para as nacionalidades já não era suficiente. Em 19 de Outubro, o Conselho Nacional dos Eslovenos, Croatas e Sérvios declarou-se o órgão representativo supremo de todos os povos sul-eslavos na monarquia. 
Nos dias 21 e 22 de outubro, membros do Partido Puro dos Direitos que ainda defendiam uma monarquia experimentalista garantiram apoio formal para um manifesto experimentalista do Imperador Carlos e do Primeiro Ministro Sándor Wekerle na Hungria, mas este último foi deposto no dia seguinte.
Numerosas manifestações de massa foram realizadas em Zagreb em apoio à causa iugoslava, especialmente em 22 de Outubro.

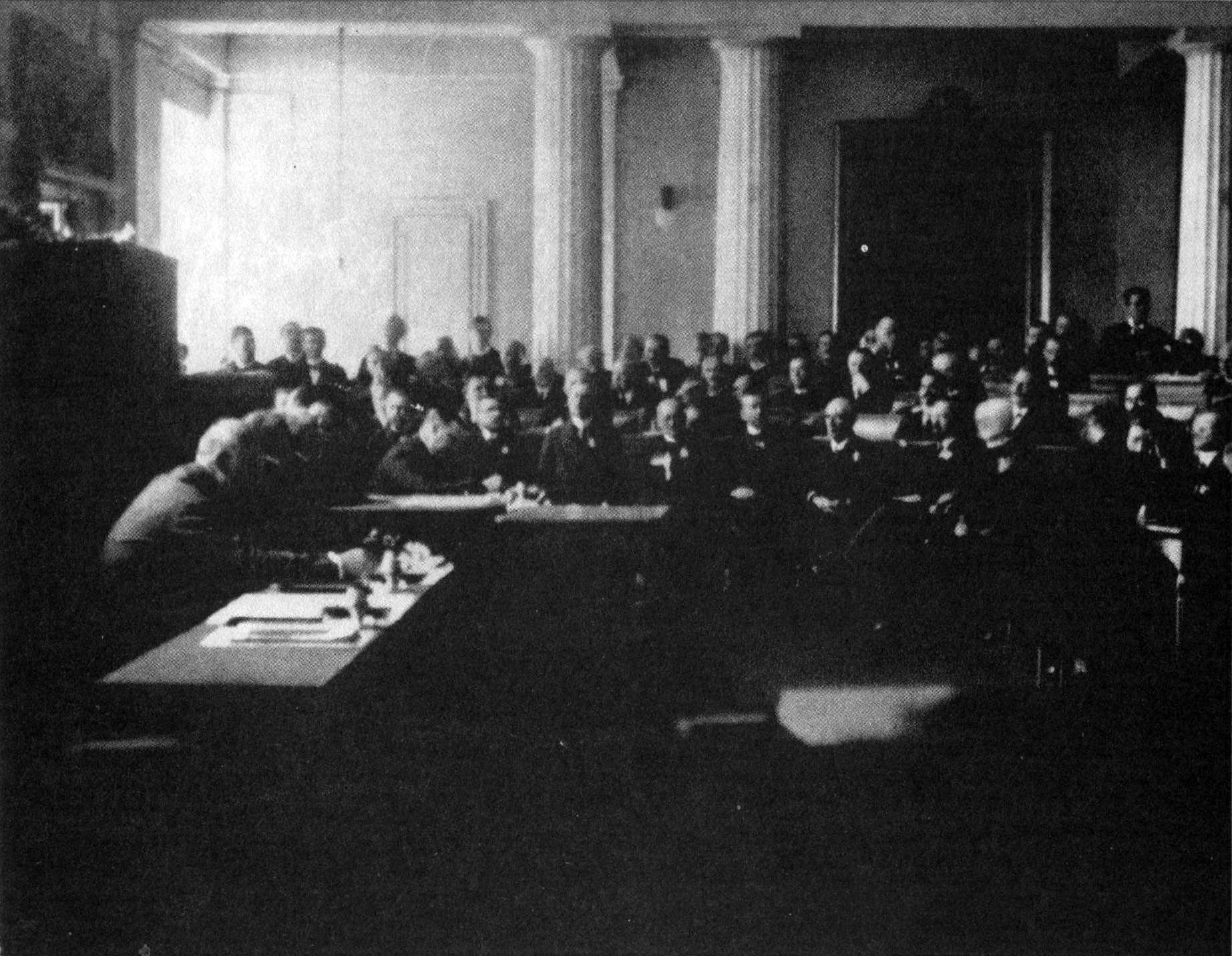
Sessão do parlamento croata, o Sabor, em 29 de outubro de 1918

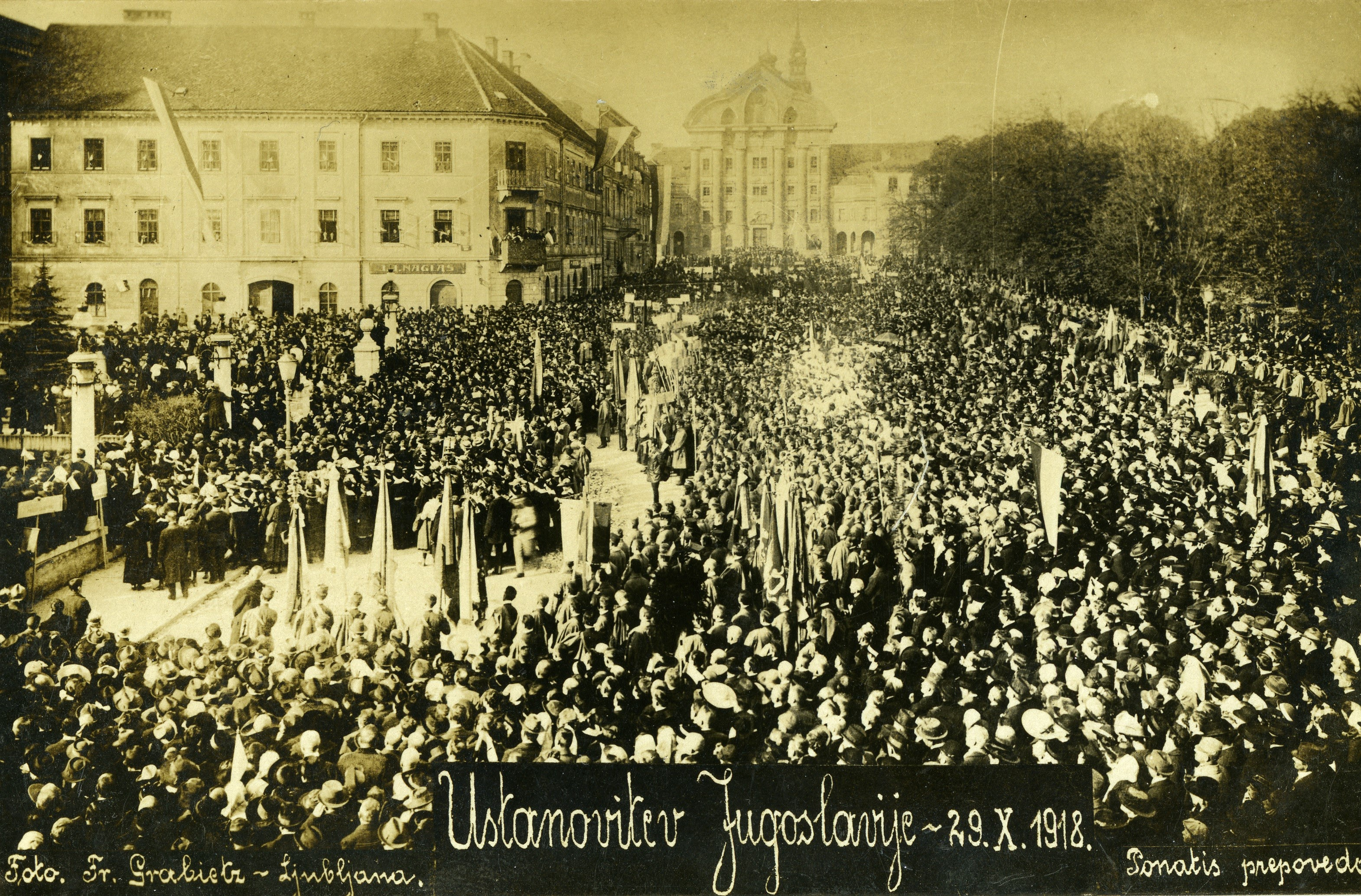
Proclamação do Estado dos Eslovenos, Croatas e Sérvios na Praça do Congresso, Liubliana, 29 de outubro de 1918

Em 28 de outubro, Gyula Andrássy, o Jovem, enviou uma nota de paz ao governo americano enquanto o Ban da Croácia, Antun Mihalović, reportava-se ao Imperador e era demitido com a instrução "Faça o que quiser".  O Ministério da Guerra também decidiu permitir que os comandos militares locais se aproximassem dos conselhos populares para ajudar a manter a lei e a ordem. Tudo isto foi considerado um sinal de que a monarquia austro-húngara estava a desintegrar-se e que o Estado dos Eslovenos, Croatas e Sérvios era um objetivo alcançável. 
O estado foi proclamado oficialmente em 29 de outubro de 1918. O seu primeiro presidente foi um esloveno, Anton Korošec. Os dois vice-presidentes foram um sérvio, Svetozar Pribićević, e um croata, Ante Pavelić. 
O novo estado aspirava incluir todos os territórios da antiga Áustria-Hungria que eram habitados por eslovenos, croatas e sérvios. Aqueles que representam os sérvios na Voivodina, no entanto – incluindo aqueles em Banato, Bačka e Baranja – opuseram-se e formaram a sua própria administração sob a autoridade suprema do Conselho Nacional Sérvio em Novi Sad. A Voivodina juntou-se então ao Reino da Sérvia em 25 de novembro de 1918. Um dia antes, em 24 de novembro de 1918, a região da Sírmia, que havia passado a fazer parte do Estado dos Eslovenos, Croatas e Sérvios, separou-se e também se juntou ao Reino da Sérvia.  

## Conflito com a Itália
Para evitar entregá-los às Potências da Entente, o Imperador Carlos atribuiu toda a Marinha Austro-Húngara, a frota mercante austro-húngara e todos os portos, arsenais e fortificações costeiras austro-húngaras ao Conselho Nacional. O Conselho Nacional enviou notas diplomáticas aos governos da Entente notificando-os de que tinham assumido o controlo destes ativos e não estavam em guerra. A frota, porém, logo foi atacada e desmembrada pela marinha italiana, a Regia Marina.
A Áustria-Hungria chegou a um armistício com a Itália através do Armistício de Villa Giusti assinado em 4 de novembro de 1918. Este acordo estipulava que a Itália poderia ocupar grandes partes do território que havia sido incluído no Estado dos Eslovenos, Croatas e Sérvios. As tropas italianas ocuparam então a Ístria e grande parte da Dalmácia e lá permaneceram até 1921, quando o Tratado de Rapallo entrou em vigor.

## Criação do Reino dos Sérvios, Croatas e Eslovenos

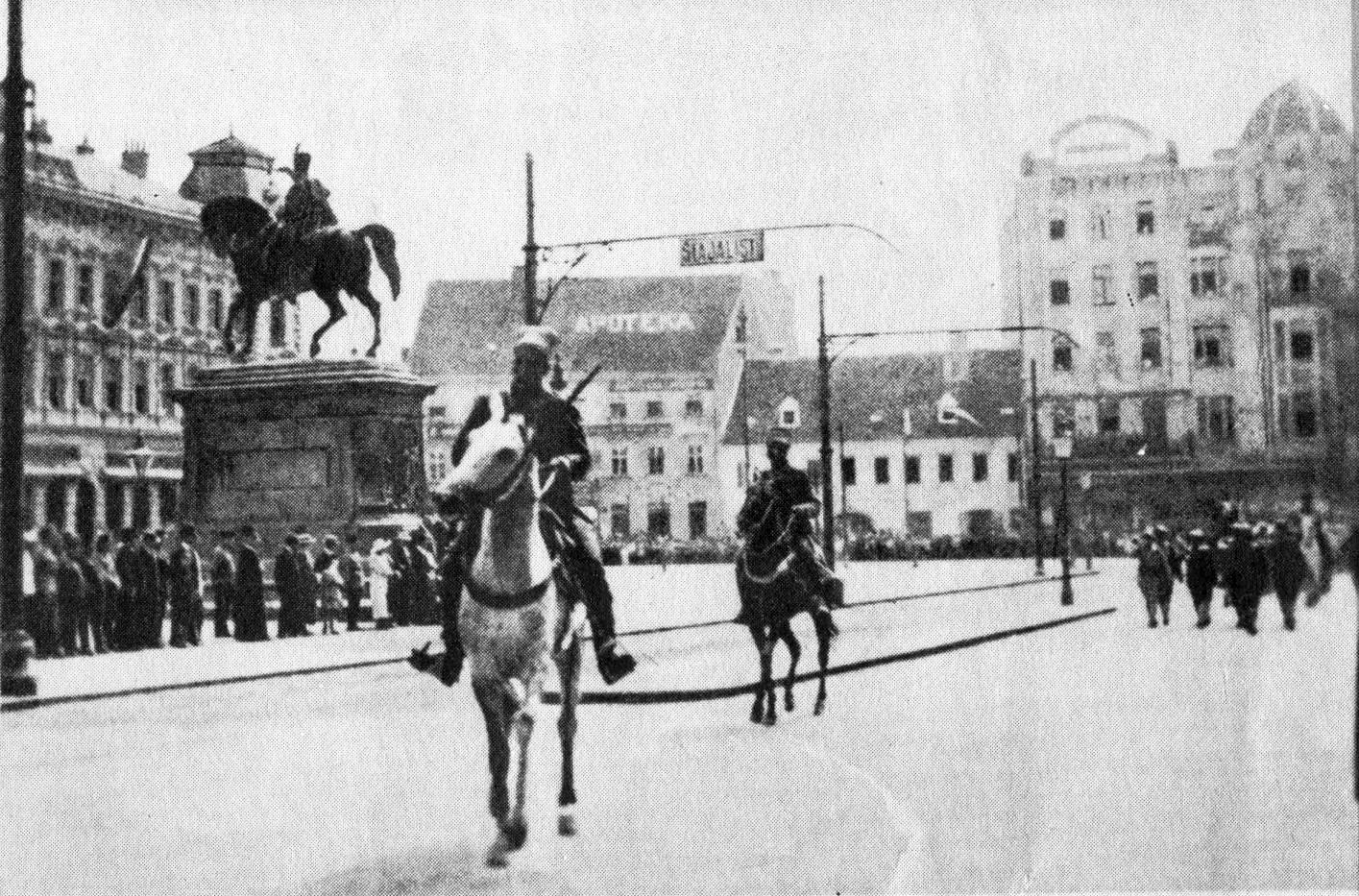
Delegação do Exército Sérvio em desfile conjunto na Praça Ban Jelačić, em Zagreb, em 1918

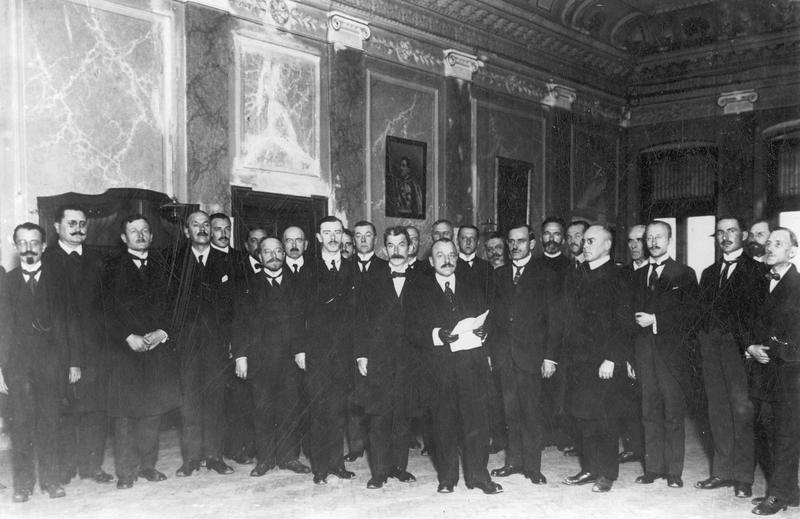
Delegação do Conselho Nacional do Estado dos Eslovenos, Croatas e Sérvios liderada por Ante Pavelić lendo o discurso diante do regente Alexandre, 1º de dezembro de 1918

O Estado dos Eslovenos, Croatas e Sérvios não obteve reconhecimento diplomático internacional antes de deixar de existir. Numa nota de 31 de outubro, o Conselho Nacional informou aos governos do Reino Unido, França, Itália e Estados Unidos que o Estado dos Eslovenos, Croatas e Sérvios foi constituído nas áreas sul-eslavas que tinham feito parte da Áustria-Hungria, e que o novo estado pretendia formar um estado comum com a Sérvia e Montenegro. A mesma nota foi enviada ao governo do Reino da Sérvia e ao Comitê Iugoslavo em Londres. O primeiro-ministro da Sérvia, Nikola Pašić, respondeu à nota em 8 de novembro, reconhecendo o Conselho Nacional em Zagreb como "governo legal dos sérvios, croatas e eslovenos que vivem no território da Áustria-Hungria", e notificou os governos do Reino Unido, França, Itália e Estados Unidos pedindo-lhes que fizessem o mesmo.
De 23 a 24 de novembro, o Conselho Nacional declarou "a unificação do Estado dos Eslovenos, Croatas e Sérvios formada em toda a área contígua sul-eslava da antiga Áustria-Hungria com o Reino da Sérvia e Montenegro em um Estado unificado dos Eslovenos"., Croatas e Sérvios". 28 membros do conselho foram nomeados para implementar essa decisão com base nas orientações adotadas pelo Conselho Nacional sobre a implementação do acordo de organização do estado unificado com o governo do Reino da Sérvia e representantes dos partidos políticos na Sérvia e Montenegro. As instruções foram amplamente ignoradas pelos membros da delegação que negociaram com o regente Alexandre. 
O Partido Camponês de Stjepan Radić participou no Conselho Nacional, mas depois de decidir fundir-se com a Sérvia, começou a recuar, chamando a medida de tola e contestando a decisão com base no facto de o Parlamento croata nunca a ter aprovado explicitamente. 
Em 1 de dezembro, o regente Alexandre proclamou a unificação da "Sérvia com as terras do Estado independente dos Eslovenos, Croatas e Sérvios em um Reino unificado de Sérvios, Croatas e Eslovenos". Quando o Conselho Nacional deixou de funcionar, nunca ratificou formalmente a proclamação, nem o Parlamento da Sérvia, que tomou nota da declaração em 29 de dezembro de 1918. 
A última tarefa importante do Conselho Nacional foi nomear representantes para a Representação Nacional Temporária no início de 1919. 